# Hainish-Zyklus

Ursula Le Guin, 1995

Der Hainish-Zyklus besteht aus mehreren Science-Fiction-Romanen und -Kurzgeschichten der amerikanischen Autorin Ursula K. Le Guin.  Er spielt in einem alternativen Universum, in dem die Menschen, ausgehend vom Ursprungsplaneten Hain, verschiedene benachbarte Sternensysteme besiedelt haben, darunter auch Terra (die Erde). Nach einer Zeit der Trennung begegnen sich die verschiedenen „Kolonien“ wieder und formen eine Liga der Welten, später die „Ekumen“ (von Griechisch „Oikumene“, „das Bewohnte/die Welt“). Im Grunde sind die Bewohner aller dieser Welten verwandt, doch einige weisen genetische Merkmale auf, die teilweise das Ergebnis genetischer Experimente der alten Hainish sind. So werden die androgynen Bewohner des Planeten Winter nur einmal pro Monat sexuell aktiv und bilden dazu temporär die jeweiligen Geschlechtsorgane aus.
Anders als in vielen Sci-Fi-Zukunftsvisionen fliegen die interstellaren Raumschiffe der Liga „nur“ nahe der Lichtgeschwindigkeit; entsprechend benötigen Reisen zwischen den Planeten wenig mehr Zeit als das Licht, obwohl aufgrund der Zeitdilatation für den Reisenden nur Tage vergehen. Physische Kontakte sind daher eher selten. Die Kommunikation zwischen den Welten ist allerdings überlichtschnell über ein „Ansible“ genanntes Gerät möglich, das Le Guin 1974 in ihrem Roman Die Enteigneten (engl. Orig.-Titel The Dispossessed) als Neuerfindung beschrieben hat. In einigen, in der Spätzeit des Ekumen angesiedelten Geschichten wird mit einer zeitlosen Raumversetzung, dem „Churten“, experimentiert; dabei kommt es aber zu unerwarteten Problemen (ab „The Shobies' Story“, 1990).
In der Welt des Hainish-Zyklus haben theoretisch alle Menschen die Möglichkeit der Gedankenkommunikation (Telepathie); diese ist allerdings nur mit Geduld und Anstrengung zu erlernen.
Die Autorin selbst hat den Gedanken eines zusammenhängenden Hainish-Zyklus von sich gewiesen: „The thing is, they aren’t a cycle or a saga. They do not form a coherent history. There are some clear connections among them, yes, but also some extremely murky ones.“
Die Hainish-Romane The Left Hand of Darkness (1969) und The Dispossessed (1974) sowie der Roman The Word for World Is Forest (1972) und die Kurzgeschichte The Day Before the Revolution (1974) wurden mit Literaturpreisen ausgezeichnet.

## Romane
In Reihenfolge der Veröffentlichung.
- Rocannon’s World (1966), Rocannons Welt, 1977, ISBN 3-453-30473-X
- Planet of Exile (1966), Das zehnte Jahr, 1978, ISBN 3-453-30511-6
- City of Illusion (1967), Stadt der Illusionen, 1979, ISBN 3-453-30590-6
- The Left Hand of Darkness (1969), Die linke Hand der Dunkelheit, 1979, ISBN 3-453-16415-6 – Hugo Award und Nebula Award
- The Dispossessed (1974), Die Enteigneten, Planet der Habenichtse, 1976, ISBN 3-937897-20-8 – Hugo Award und Nebula Award
- The Word for World is Forest (1976), Das Wort für Welt ist Wald, 1976, ISBN 3-88619-927-4 – Hugo Award
- Four Ways to Forgiveness (1995)
- The Telling (2000), Die Erzähler, 2000, ISBN 3-453-18861-6

In den ersten drei Romanen wird von einer „Liga der Welten“ gesprochen; in The Left Hand of Darkness scheint sich diese Liga unter der Ägide der Hainish als das „Ekumen“ neu gegründet zu haben. Die Romane The Dispossessed und The Word for World Is Forest spielen vor der Handlung von Rocannon’s World.

## Kurzgeschichten
In Reihenfolge der Veröffentlichung mit Angabe der Welt, auf der die Geschichte spielt.
- „Dowry of the Angyar“ (1964) – unter dem Titel „Semley’s Necklace“ in The Wind’s Twelve Quarters (1975) – Rokanan
- „Winter’s King“ (1969) Winterkönig – in The Wind’s Twelve Quarters (1975) – Gethen
- „Vaster Than Empires and More Slow“ (1971) – in The Wind’s Twelve Quarters (1975) – World 4470
- „The Day Before the Revolution“ (1974) – in The Wind’s Twelve Quarters (1975) – Urras
- „The Shobies' Story“ (1990) – in A Fisherman of the Inland Sea (1994) – Hain, Ve, M-60-340-nolo
- „Dancing to Ganam“ (1993) – in A Fisherman of the Inland Sea (1994) – Ganam (Tadkla)
- „Another Story“ (1994) – in A Fisherman of the Inland Sea (1994) – O
- „Betrayals“ (1994) – in Four Ways to Forgiveness (1995) – Yeowe-Werel
- „Forgiveness Day“ (1994) – in Four Ways to Forgiveness (1995) – Yeowe-Werel
- „Unchosen Love“ (1994) – in The Birthday of the World (2002) – O
- „A Man of the People“ (1995) – in Four Ways to Forgiveness (1995) – Hain, Yeowe-Werel
- „A Woman’s Liberation“ (1995) – in Four Ways to Forgiveness (1995) – Yeowe-Werel
- „The Matter of Seggri“ (1994) – in The Birthday of the World (2002) – Seggri
- „Solitude“ (1994) – in The Birthday of the World (2002) – Eleven-soro
- „Coming of Age in Karhide“ (1995) – in The Birthday of the World (2002) – Gethen
- „Mountain Ways“ (1996) – in The Birthday of the World (2002) – O
- „Old Music and the Slave Women“ (1999) – in The Birthday of the World (2002) – Yeowe-Werel